# Copperbelt-Universität
Die Copperbelt University (CBU, deutsch wörtlich: Kupfergürtel-Universität) wurde 1977 als Technische Hochschule Sambias und Zweig der University of Zambia gegründet und liegt am Jambo Drive in Kitwe in Sambia. Im Jahr
1987 wurde sie als Institution unter dem Namen Copperbelt University eigenständig.

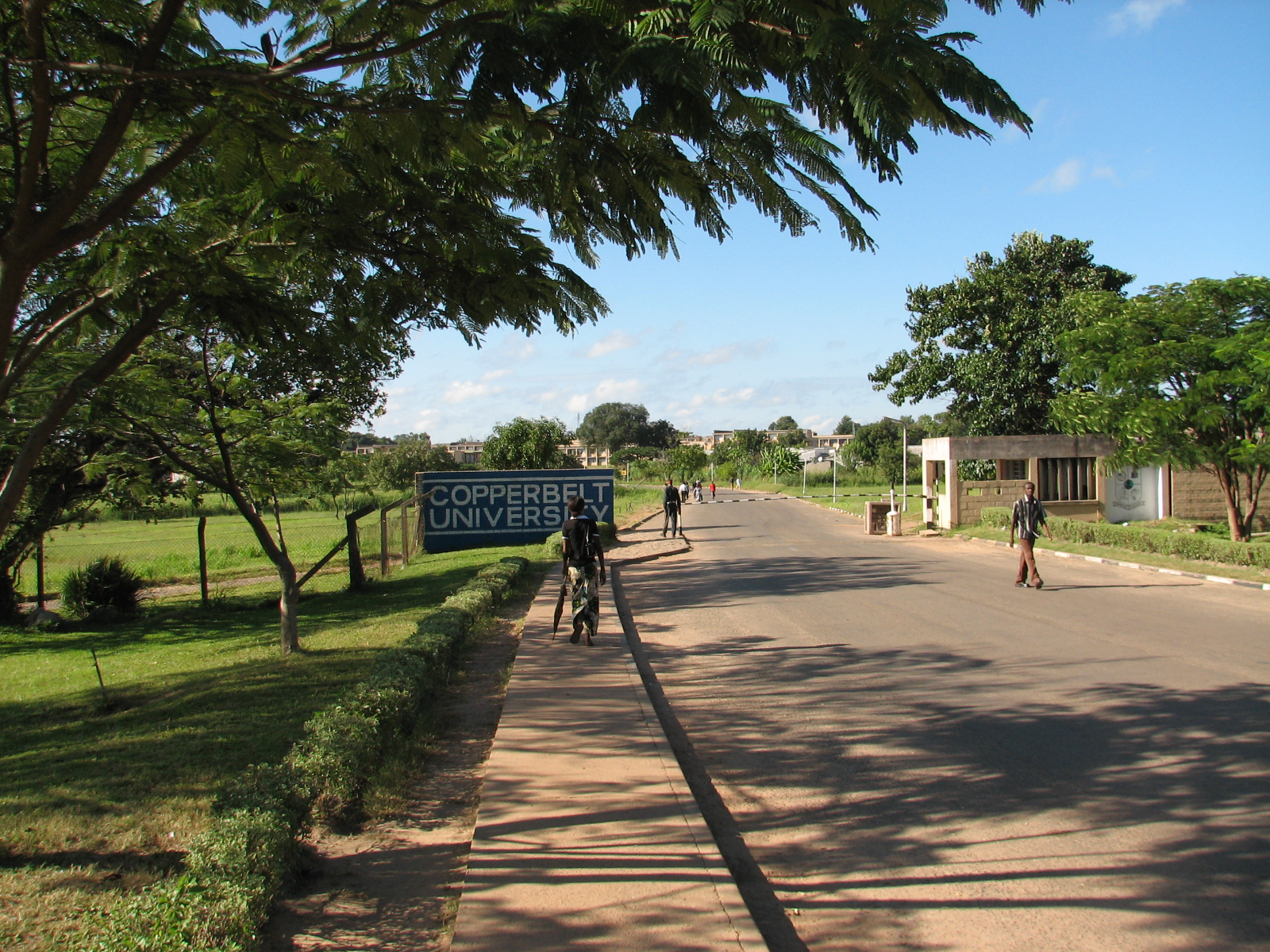
Copperbelt University

Die Universität hat vier Fakultäten: Betriebswirtschaft, Umweltwissenschaften, Forst- und Holzwirtschaft und Technik. Diplom und Erster Grad werden als Abschluss angeboten. Sie ist mit 4273 Studenten (2007) die zweitgrößte Universität des Landes nach der Universität von Sambia in Lusaka, neben weiteren Bildungseinrichtungen in Sambia.

## Fakultäten
- School of the Built Environment, CBU
- School of Business, CBU
- School of Natural Resources, CBU
- School of Technology, CBU
- Institute of Consultancy and Applied Research, CBU
- Institute for Environmental Management, CBU

Teil der Copperbelt-Universität ist das Centre for Lifelong Education, das 1990 gegründet wurde. Es ist eine Fortbildungseinrichtung für Angestellte aus Wirtschaft und Industrie in Betriebswirtschaft, Ingenieurwesen und Mathematik.

## Kanzler der Universität
- Fwanyanga Matale Mulikita (1992–1997)
- Muyunda Mwanalushi (1997–2005)
- Mutale Mike Musonda (2005–)